# Baidu Baike
Baidu Baike (čínsky pchin-jinem Bǎidù Bǎikē, znaky zjednodušené 百度 百科, „Encyklopedie Baidu“) je internetová encyklopedie s uživateli tvořeným obsahem podobná Wikipedii provozovaná čínskou technologickou společností Baidu, která stojí za webovým vyhledávačem baidu.com. Baidu Baike používá pouze zjednodušené znaky standardu GB 2312. V roce 2019 měla encyklopedie přes 19 milionů článků a téměř 7 milionů registrovaných uživatelů, počtem článků překonala čínskou jazykovou verzi Wikipedie již několik dní po jejím spuštění v dubnu 2006, kdy byla v Číně Wikipedie blokována. Nadace Wikimedia Baidu Baike kritizovala v roce 2007 pro nedodržování licenčních podmínek, protože velká část obsahu byla zkopírována z Wikipedie bez uvedení zdroje, nepodnikla však žádné právní kroky. Pro editování je nutný uživatelský účet a registrace požaduje vyplnění skutečného jména, obsah vložený uživateli prochází před zveřejněním kontrolou zaměstnanců Baidu. Články o některých tématech a lidech (například o protestech v Hongkongu nebo umělci Aj Wej-wejovi) proto mohou úplně chybět. Kromě běžných editorů a administrátorů je součástí encyklopedie také tým odborníků včetně vysokoškolských profesorů a skupina privilegovaných uživatelů vybraná zaměstnanci, pro které neplatí nutnost kontroly editací. Incentivou k přidávání obsahu je možnost získávat za editace věrnostní body, které je možné vyměnit za zboží v internetovém obchodě Baidu Mall.